# Шарлот Амали
Шарлот Амали (на английски: Charlotte Amalie) е столица и най-голям град на зависимата от САЩ територия Американски Вирджински острови.
Разположен е на остров Сен Томас. Населението му е 18 914 души. Името си получава от съпругата на датския крал Кристиан V, Шарлот Амали Хессен Каселска.
В миналото Шарлот Амали е била популярна като пиратско пристанище, а днес и се носи славата на туристически център, където често акостират круизни кораби. Градът е известен и с това, че в него е изградена втората по възраст действаща синагога в Западното полукълбо.